# Каза Токи (Кремона)
Каза Токи је насеље у Италији у округу Кремона, региону Ломбардија.
Према процени из 2011. у насељу је живело 15 становника. Насеље се налази на надморској висини од 46 м.